# Erik Tegner
Ne doit pas être confondu avec Erik Tegnér.
Erik Tegner est un joueur danois de tennis né le 17 avril 1896 à Bangkok au Siam (actuelle Thaïlande) et décédé le 9 septembre 1965 à Reading au Royaume-Uni.

## Carrière
Erik Tegner est le fils d'un directeur d'une société de peinture pour bateaux et capitaine dans la marine du Siam. Sa mère ayant divorcé, il s'installe avec elle au Danemark en 1902.
Joueur du club B.93 de Copenhague de 1916 à 1927, il a été Champion National du Danemark à une reprise en simple et à 5 reprises en double.
Vainqueur de plusieurs tournois en Europe, il s'installe à Paris en 1920 et remporte en décembre la Coupe Georges Gault sur le courts couverts du Tennis club de Paris. Il représente notamment ce club dans l'équipe parisienne lors d'une rencontre Paris-Londres. En janvier 1922, il remporte la Coupe de Noël sur les courts du S.C.P de la rue de Saussure. Il bat Henri Cochet puis Max Decugis en finale. Il s'impose en août à Deauville contre Nicolae Misu.
Décrit comme ayant un jeu nonchalant, il possède néanmoins un excellent service et un revers puissant.

## Parcours

### Jeux olympiques
- Aux jeux olympiques de 1920 à Anvers
  - Simple : 1/32 (2e tour) perd contre le japonais Seiichiro Kashio
  - Double mixte : classé 4e après le match pour la 3e place contre la paire tchécoslovaque Milada Skrbková / Ladislav Žemla avec Amoury Folmer-Hansen[8]
- Aux jeux olympiques de 1924 à Paris
  - Simple : 1/32 (1er tour) perd contre le norvégien Jack Nielsen
  - Double : 1/8 (3e tour) perd contre la paire américaine Watson Washburn / Richard Norris III Williams avec Einer Ulrich
  - Double mixte : 1/16 (1er tour) perd contre la paire belge Anne de Borman / Stephan Halot avec Elsebeth Brehm

### Coupe Davis
Il joue pour le Danemark. En simple 1 victoire pur 7 défaites et en double 1/3, total 2/10.
- 1921 : 1/2 finale du groupe mondial perdu contre l'Australasie à Cleveland aux États-Unis
- 1922 : 1/4 finale du groupe mondial perdu contre la France à Copenhague
- 1923 : 1er tour Europe perdu contre la France à Bordeaux
- 1924 : 1/4 Europe perdu contre l'Italie à Copenhague (Il remporte 1 simple et 1 double)

### Grand Chelem
- 1920 il perd au 2e tour (1/32) en simple du tournoi de Wimbledon contre Axel Gravem (5-7, 2-6, 6-3, 6-4, 7-5)[9]

### Championnats du monde de tennis
- Championnats du monde sur terre battue :
  - 1920 : 1/2 finale perdu contre André Gobert (6-2, 7-5)
  - 1921 : 1/2 finale perdu contre Jean Washer (7-5, 4-6, 6-1, 6-4)
  - 1922 : 1er tour perdu contre Maas Van der Feen (6-3, 6-1, 5-7, 2-6, 6-2)
  - 1923 : 1/4 de finale perdu contre Jean Washer (6-3, 6-1, 6-3)
- Championnats du monde sur court couvert :
  - 1921 (Copenhague) : 1/2 finale perdu contre Alfred Beamish (6-2, 3-6, 8-6, 6-1), titre en double mixte avec Elsbeth Brehm contre Waagepetersen et Agnete Goldschmidt (6–2, 6–2), finale en double avec Paul Henricksen (6–3, 6–2, 3–6, 6–3) perdu contre Maurice Germot et William Laurentz
  - 1923 (Barcelone) : 1/8 de finale perdu contre Jean Couiteas de Faucamberge (6-2, 4-6, 5-7, 6-4, 6-2), finale en double avec Leif Rovsing

### Autres
- 1923 : 1/2 finale à Monte Carlo perdu contre le double tenant du titre et futur vainqueur de l'édition, Gordon Lowe (6-2, 7-5)
- 1921 : 1/4 de finale du Championnats du monde sur terre battue bat le tenant du titre William Laurentz fatigué par deux matchs en 5 sets aux tours précédent (6-4, 6-4, 6-3)

## Référence
1. ↑  (dk) b93.dk, site du Club
2. ↑  Le Miroir des sports, 9 décembre 1920
3. ↑  L'Humanité, 22 mars 1922
4. ↑  Tegner Wins French Covered Court Tennis Championship, sur The New York Times, 6 janvier 1922
5. ↑  Erik Tegner, sur Tennis Archives
6. ↑  Paris-Soir, 26 octobre 1923
7. ↑  (en) New York Times, 2 juin 1921
8. ↑  La 1/2 finale est perdu contre la paire française médaillée d'or Suzanne Lenglen / Max Decugis
9. ↑  (en) : Wimbledon.com : Erik Tegner